# اچ‌ام‌اس گئواچاپین (۱۸۱)
اچ‌ام‌اس گئواچاپین (۱۸۱) (به انگلیسی: HMS Guachapin (1801)) یک کشتی است که طول آن ۸۰ فوت ۵ اینچ (۲۴٫۵۱ متر) می‌باشد. این کشتی در سال ۱۸۰۱ ساخته شد.